# Banque Heritage
Die Banque Heritage SA ist eine auf die Vermögensverwaltung sowie auf alternative Investments spezialisierte Schweizer Privatbank mit Sitz in Genf.

## Geschichte
Das Unternehmen wurde 1986 als Family-Office unter der Firma «"Heritage" finance et trust S.A.» mit Sitz in Lausanne von Charles (Carlos) Esteve gegründet. Zunächst auf die Verwaltung des Vermögens der Unternehmerfamilie Esteve spezialisiert, dehnte Carlos Esteve seine Tätigkeit mit der Zeit auch für aussenstehende Kunden aus.
In den 1990er-Jahren schlossen sich mit Antonio Bravo und Louis-Frédéric de Pfyffer zwei weitere ehemalige Absolventen der Universität Lausanne an. Zusammen bauten sie die 1993 nach Genf umgesiedelte Vermögensverwaltungsgesellschaft weiter aus und erhielten im Jahr 2000 von der Eidgenössischen Bankenkommission (EBK, die heutige FINMA) die Bewilligung als Effektenhändler. Drei Jahre später erteilte die EBK dem Unternehmen die Bewilligung als Bank, worauf die Gesellschaft zunächst in «Heritage Bank and Trust» und 2006 in «Banque Heritage» umbenannt wurde.

## Aktueller Stand
Heute bilden Private Banking, Asset Management, Wertpapierhandel und alternative Investments die Hauptaktivitäten der Banque Heritage, die sich mehrheitlich im Besitz der Familie Esteve und des Managements befindet. Die Bank ist neben ihrem Hauptsitz in Genf auch in Basel, Zürich und Sitten vertreten. Darüber hinaus erwarb sie im Jahr 2007 die Banco Surinvest S.A. in Montevideo. Diese wird seitdem als Tochtergesellschaft unter dem Namen Banque Heritage Uruguay geführt. Ausserdem erfolgte 2015 die Übernahme der Bank Hottinger.
Anfang 2019 verschmolzen die Banque Heritage und die Basler Sallfort Privatbank. Die Fusion war auf die Erweiterung des Geschäftsbetriebes, neben der Erhöhung der Marktpräsenz gerichtet. Das verwaltete Vermögen stieg auf sechs Milliarden Franken.
Ihren Ursprung hatte die Sallfort Privatbank in der Tätigkeit des 1794 gegründeten Nürnberger Hopfenhandelshauses Joh. Barth & Sohn. Noch heute ist die Familie im Hopfenhandel aktiv. Die Sallfort AG wurde im Jahr 1981 von Michael Barth als Family Office der Joh. Barth & Sohn gegründet, Johannes T. Barth repräsentiert die achte Generation dieser Dynastie.
Das verwaltete Kundenvermögen der Heritage Gruppe belief sich per Ende 2021 auf rund 4,5 Milliarden Schweizer Franken.